# Падение Дамаска (2024)
Падение Дамаска — эпизод сирийской гражданской войны, когда силы сирийской оппозиции в рамках масштабного наступления 2024 года взяли столицу Сирии — Дамаск, что стало концом режима Башара Асада в стране.

## Ход событий
7 декабря войска сирийской оппозиции объявили, что начали окружать Дамаск после занятия близлежащих городов. Командующий повстанцами Хасан Абдель Гани заявил: «Наши силы начали заключительный этап окружения столицы — Дамаска». Повстанцы начали окружать столицу после взятия Аль-Санамайна, города в 20 километрах (12 милях) от южного въезда в Дамаск.
В регионе Риф-Дамаск правительственные силы отступили из городов Ассаль-аль-Вард, Ябруд, Флита, Аль-Насерия и Артуз, в то время как повстанцы подошли к Дамаску на расстояние 10 километров (6,2 мили). Сирийское правительство опровергло заявления о том, что его армия покинула позиции вблизи города. К вечеру правительственные силы покинули города на окраинах Дамаска, в том числе Джараману, Катану, Муадамият-эль-Шам, Дарайю, Аль-Кисву, Аль-Думайр и районы вблизи авиабазы Меззе. Официальные лица Египта и Иордании на фоне успехов сирийской оппозиции и возможного падения Дамаска предложили президенту Сирии Башару Асаду покинуть страну и сформировать правительство в изгнании. По сообщениям канцелярии президента, Башар Асад остался в Дамаске. Войска оппозиции достигли пригородов Дамаска. На главной площади Джараманы протестующие снесли статую отца Башара Асада — Хафеза аль-Асада. Правительственные войска покинули города в которых проходят протесты. Свободная сирийская армия тем временем начала наступать на Дамаск с северного направления.
В ночь на 8 декабря Дамаск пал, что ознаменовало конец правления Башара Асада в стране. Премьер-министр Мохаммад Гази аль-Джалали объявил, что он готов «сотрудничать с любым руководством, избранным народом».